# Бела (цар Ідумеї)
Бела (בלע‏, XII ст. до н. е.‎) — 1-й відомий цар Ідумеї (Едома). Згадується в Книзі Буття

## Життєпис
Його батьком був Беор (Веор). Панував десь у 1160/1150-х роках до н. е. Невідомо чи був Бела першим царем ідумеїв, або його батько вже носив той титул. На той час царя обирали серед правлячого роду. Свою резиденцію розташував в місті Дінгава (приблизний переклад Печера злодіїв). За однією з гіпотез це сучасні руїни поселення Хірбет ад-Дан (на відстані 10 км від річки Ель-Муджиб), за іншою — місцина Діндіба північніше Петри.
З самого початку виявив себе агресивним сусідом, декілька разів атакував землі ізраїльських племен. Йому спадкував Йовав.